# استان خورخه باسادره
استان خورخه باسادره (به اسپانیایی: Provincia de Jorge Basadre) یک استان در پرو است که در منطقه تاکنا واقع شده‌است. استان خورخه باسادره ۲٬۹۲۸٫۷۲ کیلومتر مربع مساحت و ۸٬۸۱۴ نفر جمعیت دارد و ۵۵۹ متر بالاتر از سطح دریا واقع شده‌است.